# 古歌集
古歌集（こかしゅう）は、詳細が不明ながらも存在が推定されている歌集。『万葉集』の左注にその書名が見える。
巻数、編者その他は不明。長歌2首、旋頭歌6首、短歌18首が伝わる。